# Vítězslav Grünbaum
Vítězslav Grünbaum (21. ledna 1913 Czezakow, Halič – 15. září 1939 Tarnopol) byl četař aspirant, první padlý příslušník pozemních sil čekoslovenských vojenských jednotek v druhé světové válce.

## Život
Byl nejmladší ze čtyř dětí, Jeho otec Felix Grünbaum byl hostinský, matka se jmenovala Róza. Vystudoval reálné gymnázium v Jeseníku. V letech 1932 až 1936 studoval práva na Německé univerzitě v Praze. Po promoci nastoupil vojenskou základní službu, absolvovoval školu pro záložní důstojníky pěšího vojska. Po německé okupaci Čech, Moravy a Slezska uprchl do Polska, kde se stal příslušníkem československé vojenské skupiny v Krakově, poté pak příslušníkem Legie Čechů a Slováků. Při náletu nepřátelských letadel v obci Hłuboczek Wielki (ukrajinsky Великий Глибочок) velel protiletadlové kruhové obraně. Byl zasažen do břicha a týž den v tarnopolské nemocnici zemřel.